# Kalev (lớp tàu ngầm)
Tàu ngầm lớp Kalev là loại tàu ngầm đặc thủy lôi được đóng cho hải quân Estonia. Nước cộng hòa Estonia non trẻ đã thực hiện các chương trình phát triển vũ khí cho hải quân cũng như bí mật đặc mua tàu ngầm của Phần Lan. Không giống các tàu ngầm của Phần Lan dược thiết kế bởi Đức, Estonian đã chọn mẫu thiết kế tàu ngầm của Anh. Hai chiếc tàu thuộc lớp Kalev là Kalev và Lembit đã được đóng bởi Vickers-Armstrong ở nhà máy đóng tàu của Barrow-in-Furness tại Anh. Hai chiếc tàu này được hạ thủy năm 1936. Sau khi Liên Xô sáp nhập Estonian vào năm 1940 thì hải quân Estonian sáp nhập vào hạm đội biển Baltic của Liên Xô. Các tàu lớp Kalev đã chuyển sang phục vụ cho hải quân Liên Xô vào ngày 18 tháng 09 năm 1940. Chiếc Kalev bị chìm ngoài khơi Hanko của Phần Lan năm 1941, còn chiếc Lembit thì tiếp hoạt động một cách hiệu quả với các nhiệm vụ chống lại các đội tàu vận tải chở quặng sắt từ Thụy Điển đến Đức. Chiếc Lembit được cho về hưu năm 1979. Nó giờ đây được bảo quản trong bảo tàng về tàu thủy của viện bảo tàng hàng hải của Estonian tại Lennusadam ở Tallinn.
Vào cuối năm 2002 chiếc Lembit đã bốc cháy với bên trong toàn những thứ dễ bắt lửa như gỗ và cao su. Không ai biết tại sao hay như thế nào mà nó có thể bắt lửa dù cho đến hết năm 2003 nó vẫn không được cho công chúng biết. Một người đã chết trong vụ hỏa hoạn tuy nhiên không có bất kỳ hiện vật có giá trị lịch sử nào bị mất.